# 汕头专区
汕头专区，中华人民共和国广东省已撤消的行政区，在今广东省东部。1956年设置，专员公署驻汕头市。辖原粤东行政区所属潮阳、潮安、澄海、饶平、南澳、揭阳、普宁、惠来、梅县、大埔、丰顺、五华、兴宁、平远、蕉岭15县。
1958年，原由省直辖的汕头、潮州2市改为县级市，划归汕头专区领导。
1959年，原属惠阳专区的海丰、陆丰、紫金3县划入汕头专区。同年，辖县撤并如下：
1. 撤销潮州市，并入潮安县；
2. 撤销澄海县，并入汕头市；
3. 撤销惠来县，并入普宁、潮阳2县；
4. 撤销蕉岭县，并入梅县；
5. 撤销丰顺县，并入大埔、揭阳2县；
6. 撤销南澳县，并入饶平县；
7. 撤销平远县，并入兴宁县。

调整后，汕头专区辖1市、12县。 
1960年，复设澄海、南澳2县。1961年，复设惠来、丰顺、平远、蕉岭4县。1963年，将紫金县划归惠阳专区。1965年，划出梅县、五华、兴宁、大埔、蕉岭、平远、丰顺7县分设梅县专区；由揭阳、陆丰2县析置揭西县。汕头专区辖1市、11县。
1970年，撤销汕头专区，改置汕头地区。